# Tensorul metric (relativitatea generală)
În relativitatea generală, tensorul metric (în acest context, denumit adesea pe scurt metrică) este obiectul fundamental de studiu. Poate fi imaginat intuitiv ca o generalizare a potențialului gravitațional⁠(d) din teoria newtoniană a gravitației. Metrica surprinde însă toată structura geometrică și cauzală⁠(d) a spațiului, fiind folosită pentru a defini noțiuni cum ar fi timpul, distanța, volumul, curbura, unghiul și separarea viitorului de trecut.

## Notație și convenții
În tot acest articol se lucrează cu o signatură metrică⁠(d) predominant pozitivă ( − + + + ); vezi convenție de semn⁠(d) . Constanta gravitațională G va fi menținută explicită. Se folosește convenția de sumare Einstein⁠(d), în care indicii repetați denotă însumare. 

## Definiție
Din punct de vedere matematic, spațiu-timpul este reprezentat printr-o varietate diferențiabilă⁠(d) în patru dimensiuni M, iar tensorul metric este dat ca un tensor covariant⁠(d), de grad doi, simetric⁠(d) pe M, notat convențional cu g. Mai mult, metrica trebuie să fie nedegenerată cu signatura⁠(d) (− + + +). O varietate M echipată cu o astfel de metrică este un tip de varietate Lorentziană⁠(d) . 
În mod explicit, tensorul metric este o formă biliniară simetrică⁠(d) pe orice spațiu tangent⁠(d) al lui M care variază într-o manieră lină (sau diferențiabilă) de la un punct la altul. Având în vedere doi vectori tangenți u și v într-un punct x din M, metrica poate fi evaluată în u și v pentru a da un număr real: 
{\displaystyle g_{x}(u,v)=g_{x}(v,u)\in \mathbb {R} .}
Aceasta este o generalizare a produsului scalar din spațiul euclidian obișnuit. Spre deosebire de spațiul euclidian – unde produsul scalar este pozitiv definit⁠(d) – metrica este nedeterminată și dă fiecărui spațiu tangent structura de spațiu Minkowski.

## Coordonate locale și reprezentări matriceale
Fizicienii lucrează, de obicei, în coordonate locale⁠(d) (adică coordonate definite pe o anumită vecinătate locală din M). În coordonatele locale xμ (Unde μ este un indice care rulează de la 0 la 3), metrica poate fi scrisă în formula 
{\displaystyle g=g_{\mu \nu }dx^{\mu }\otimes dx^{\nu }.}
Factorii dxμ sunt gradienți 1-forme⁠(d) ai câmpurilor de coordonate scalare xμ. Metrica este astfel o combinație liniară de produse tensoriale⁠(d) de gradienți 1-forme ai coordonatelor. Coeficienții gμν sunt un set de 16 funcții reale (întrucât tensorul g este un câmp tensorial, care este definit în toate punctele unei varietăți de spațiu-timp). Pentru ca metrica să fie simetrică, trebuie să avem 
gμν = gνμ
ceea ce dă 10 coeficienți independenți. 
Dacă coordonatele locale sunt specificate sau înțelese din context, metrica poate fi scrisă ca matrice simetrică 4 × 4 cu elementele gμν. Nedegenerarea lui gμν înseamnă că această matrice este nesingulară (adică are determinant nenul), în timp ce signatura lorentziană a lui g înseamnă că matricea are o valoare proprie negativă și trei pozitive. Fizicienii denumesc adesea această matrice sau coordonatele gμν însele ca metrică. 
Cu cantitățile dxμ considerate ca fiind componente ale unui 4-vector de deplasare infinitezimală a coordonatelor (a nu confunda cu 1-formele cu aceeași notație de mai sus), metrica determină pătratul invariant al unui element linie infinitezimal, adesea denumit interval. Intervalul este adesea notat cu 
{\displaystyle ds^{2}=g_{\mu \nu }dx^{\mu }dx^{\nu }.}
Intervalul ds2oferă informații despre structura cauzală a spațiului⁠(d). Cand ds2 < 0, intervalul este temporal și rădăcina pătrată a valorii absolute a lui ds2 este un timp propriu⁠(d). Doar intervalele temporale pot fi parcurse fizic de un obiect masiv. Când ds2 = 0, intervalul este luminos, și poate fi parcurs numai de lumină. Când ds2 > 0, intervalul este spațial și rădăcina pătrată a lui ds2 acționează ca o distanță proprie⁠(d). Intervalele spațiale nu pot fi traversate, deoarece ele conectează evenimente care se află unul în afara conului luminos⁠(d) al celuilalt. Evenimentele pot fi legate cauzal numai dacă se află unul în conul luminos al altuia. 
Componentele metricii depind de alegerea sistemului local de coordonate. Sub o schimbare de coordonate {\displaystyle x^{\mu }\to x^{\bar {\mu }}}, componentele metricii se transformă astfel:
{\displaystyle g_{{\bar {\mu }}{\bar {\nu }}}={\frac {\partial x^{\rho }}{\partial x^{\bar {\mu }}}}{\frac {\partial x^{\sigma }}{\partial x^{\bar {\nu }}}}g_{\rho \sigma }=\Lambda ^{\rho }{}_{\bar {\mu }}\,\Lambda ^{\sigma }{}_{\bar {\nu }}\,g_{\rho \sigma }.}

## Exemple

### Spațiu-timp plat
Cel mai simplu exemplu de varietate lorentziană este spațiul plat, care poate fi dat ca R4 cu coordonatele (t, x, y, z) și metrica 
{\displaystyle ds^{2}=-c^{2}dt^{2}+dx^{2}+dy^{2}+dz^{2}=\eta _{\mu \nu }dx^{\mu }dx^{\nu }.\,}
Aceste coordonate acoperă de fapt tot R4. Metrica spațiului plat (sau metrica Minkowski) este adesea notată cu simbolul η și este metrica folosită în relativitatea restrânsă. În coordonatele de mai sus, reprezentarea matriceală a lui η este 
{\displaystyle \eta ={\begin{pmatrix}-c^{2}&0&0&0\\0&1&0&0\\0&0&1&0\\0&0&0&1\end{pmatrix}}}
(O convenție alternativă înlocuiește coordonata t cu ct, și definește η ca în baza standard a spațiului Minkowski) 
În coordonate sferice (t, r, θ, φ), metrica spațiului plat ia forma 
{\displaystyle ds^{2}=-c^{2}dt^{2}+dr^{2}+r^{2}d\Omega ^{2}\,}
unde 
{\displaystyle d\Omega ^{2}=d\theta ^{2}+\sin ^{2}\theta \,d\phi ^{2}}
este metrica standard pe 2-sferă.

### Metricile găurilor negre
Metrica Schwarzschild descrie o gaură neagră fără sarcină electrică și care nu se rotește. Există, de asemenea, metrici care descriu găuri negre cu sarcină electrică și în rotație. 

#### Metrica Schwarzschild
Pe lângă metrica spațiului plat, cea mai importantă metrică din relativitatea generală este metrica Schwarzschild care poate fi dată într-un set de coordonate locale prin 
{\displaystyle ds^{2}=-\left(1-{\frac {2GM}{rc^{2}}}\right)c^{2}dt^{2}+\left(1-{\frac {2GM}{rc^{2}}}\right)^{-1}dr^{2}+r^{2}d\Omega ^{2}}
unde, din nou, {\displaystyle d\Omega ^{2}}este metrica standard pe 2-sferă. Aici, G este constanta gravitațională și M este o constantă cu dimensiune de masă. Metrica Schwarzschild se apropie de metrica Minkowski atunci când M se apropie de zero (cu excepția originii, unde nu este definită). În mod similar, când r tinde la infinit, metrica Schwarzschild se apropie de metrica Minkowski. 
Cu coordonatele 
{\displaystyle \left(x^{0},x^{1},x^{2},x^{3}\right)=(ct,r,\theta ,\varphi )\,,}
se poate scrie metrica drept
{\displaystyle g_{\mu \nu }={\begin{bmatrix}-\left(1-{\frac {2GM}{rc^{2}}}\right)&0&0&0\\0&\left(1-{\frac {2GM}{rc^{2}}}\right)^{-1}&0&0\\0&0&r^{2}&0\\0&0&0&r^{2}\sin ^{2}\theta \end{bmatrix}}\,.}
Mai multe sisteme de coordonate au fost concepute pentru metrica Schwarzschild: coordonatele Eddington-Finkelstein⁠(d), coordonatele Gullstrand-Painlevé⁠(d), coordonatele Kruskal-Szekeres⁠(d) și coordonatele Lemaître⁠(d). 

#### Găuri negre în rotație și cu sarcină electrică
Soluția Schwarzschild presupune un obiect care nu se rotește în spațiu și nu are sarcină electrică. Pentru a ține cont de sarcină, metrica trebuie să satisfacă ecuațiile de câmp Einstein ca înainte, dar și ecuațiile lui Maxwell într-un spațiu curb. O masă cu sarcină electrică și ne-rotativă este descrisă de metrica Reissner-Nordström. 
Găurile negre rotative sunt descrise prin metrica Kerr⁠(d) și metrica Kerr-Newman⁠(d) .  

### Alte metrici
Alte metrici notabile sunt: 
- metrica Alcubierre,
- metricile de Sitter⁠(d) / anti-de Sitter⁠(d),
- metrica Friedmann-Lemaître-Robertson-Walker⁠(d),
- coordonatele isotropice⁠(d),
- metrica Lemaître-Tolman⁠(d) (cunoscută și ca metrica Bondi⁠(d)),
- metrica Peres⁠(d),
- coordonatele Rindler⁠(d),
- coordonatele Weyl-Lewis-Papapetrou⁠(d),
- metrica Gödel⁠(d).

Unele dintre acestea sunt fără orizontul de evenimente sau pot fi fără singularitate gravitațională. 

## Volumul
Metrica g induce o formă de volum⁠(d) naturală (până la un semn), care poate fi utilizată pentru a se integra într-o regiune⁠(d) a unei varietăți. Având coordonatele locale xμ pentru varietate, forma de volum poate fi scrisă 
{\displaystyle \mathrm {vol} _{g}=\pm {\sqrt {|\det[g_{\mu \nu }]|}}\,dx^{0}\wedge dx^{1}\wedge dx^{2}\wedge dx^{3}}
unde {\displaystyle \det[g_{\mu \nu }]} este determinantul matricei componentelor tensorului metric pentru sistemul de coordonate dat.

## Curbura
Metrica {\displaystyle g} determină complet curbura spațiu-timpului. Conform teoremei fundamentale a geometriei riemanniene⁠(d), există o conexiune⁠(d) unică ∇ pe orice varietate semiriemanniană⁠(d) compatibilă cu metrica și fără torsiune⁠(d). Această conexiune se numește conexiunea Levi-Civita⁠(d). Simbolurile Christoffel⁠(d) ale acestei conexiuni sunt date în termeni de derivate parțiale ale metricii în coordonate locale {\displaystyle x^{\mu }} prin formula
{\displaystyle \Gamma ^{\lambda }{}_{\mu \nu }={1 \over 2}g^{\lambda \rho }\left({\partial g_{\rho \mu } \over \partial x^{\nu }}+{\partial g_{\rho \nu } \over \partial x^{\mu }}-{\partial g_{\mu \nu } \over \partial x^{\rho }}\right)}.
Curbura spațiului este atunci dată de tensorul de curbură Riemann care este definit în termenii legăturii Levi-Civita ∇. În coordonatele locale acest tensor este dat de: 
{\displaystyle {R^{\rho }}_{\sigma \mu \nu }=\partial _{\mu }\Gamma ^{\rho }{}_{\nu \sigma }-\partial _{\nu }\Gamma ^{\rho }{}_{\mu \sigma }+\Gamma ^{\rho }{}_{\mu \lambda }\Gamma ^{\lambda }{}_{\nu \sigma }-\Gamma ^{\rho }{}_{\nu \lambda }\Gamma ^{\lambda }{}_{\mu \sigma }.}
Curbura este atunci exprimată doar în termeni de metrică g și derivatele sale.

## Ecuațiile lui Einstein
Una dintre ideile de bază ale relativității generale este că metrica (și geometria asociată spațiului) este determinată de conținutul de materie și energie al spațiului. Ecuațiile de câmp ale lui Einstein: 
{\displaystyle R_{\mu \nu }-{1 \over 2}Rg_{\mu \nu }={\frac {8\pi G}{c^{4}}}\,T_{\mu \nu }}
unde tensorul de curbură Ricci
{\displaystyle R_{\nu \rho }\ {\stackrel {\mathrm {def} }{=}}\ {R^{\mu }}_{\nu \mu \rho }}
și curbura scalară
{\displaystyle R\ {\stackrel {\mathrm {def} }{=}}\ g^{\mu \nu }R_{\mu \nu }}
pun metrica (și tensorii de curbură asociați) în legătură cu tensorul energiei-impuls Tμν. Această ecuație tensorială este o mulțime complexă de ecuații cu derivate parțiale neliniare pentru componentele metricii. Soluțiile exacte⁠(d) ale ecuațiilor de câmp ale lui Einstein sunt foarte greu de găsit. 